# Rovereto

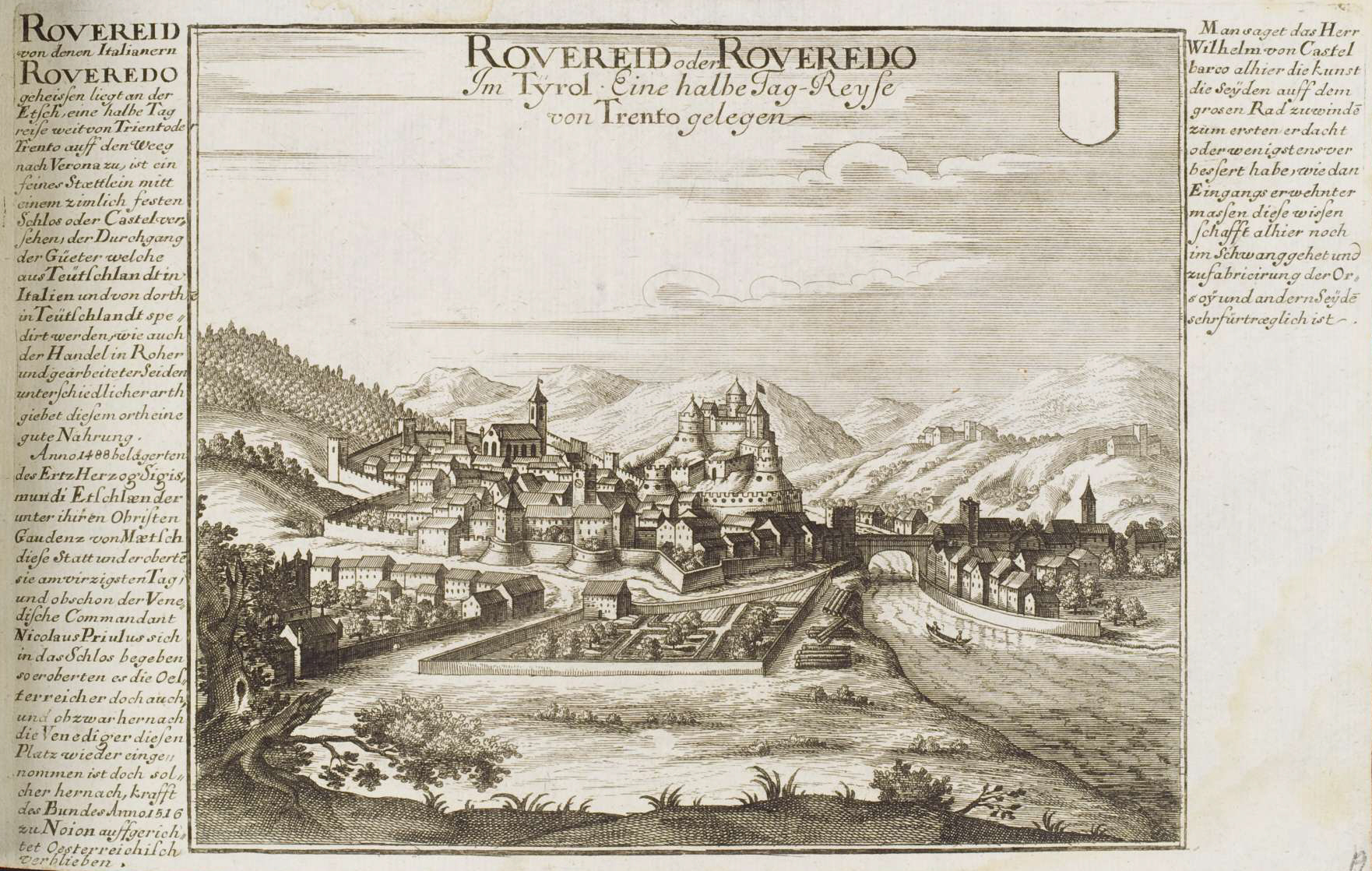
Rovereid oder Roveredo um 1700

Rovereto (mundartlich Roveredo) ist eine italienische Gemeinde (comune) mit 40.297 Einwohnern (Stand 31. Dezember 2024) in der Provinz Trient, Region Trentino-Südtirol. Die zweitgrößte Stadt in der Provinz ist Verwaltungssitz der Talgemeinschaft Vallagarina und Sitz der Fakultät für Psychologie und kognitive Wissenschaften der Universität Trient. Im Zuge ihrer wirtschaftlichen und kulturellen Blütezeit im 18. Jahrhundert wurde die Stadt mit dem immer noch benutzten Synonym „Athen des Trentino“ betitelt.

## Etymologie
Der Name Rovereto bezieht sich auf einen Eichenwald (lateinisch roboretum). Mit italienisch rovere ist im engeren botanischen Sinn die Traubeneiche gemeint, die auch im Wappen der Stadt zu sehen ist. Vom lateinischen beziehungsweise italienischen Namen abgeleitete historisch verwendete deutsche Exonyme sind unter anderem Rofereid, Rovereid und Rofreit. Zudem war die romanische Form Roveredo üblich. Auch der abgeleitete Herkunfts- und Familienname Rofereyder, Roffereider, Rouereider ist im 15. Jahrhundert im Südtiroler Raum bezeugt.

## Geographie
Die Kleinstadt im unteren Etschtal, auch als Vallagarina bezeichnet, liegt in Luftlinie etwa 20 km südsüdwestlich der Provinzhauptstadt Trient und etwa 13 km nordnordöstlich des Gardasees auf einer Höhe von 204 m s.l.m. Sie erstreckt sich auf der orographisch linken Uferseite der Etsch, an der Einmündung des Torrente Leno. Der historische Ortskern liegt an der östlichen Talseite, an der das Val Terragnolo und das Vallarsa, zwei in östlicher bzw. in südöstlicher Richtung verlaufende Seitentäler des Etschtales, ihren Anfang nehmen. Das Stadtgebiet wird im Osten von den Bergen der Vizentiner Alpen und im Westen von den Gardaseebergen eingegrenzt.

## Geschichte

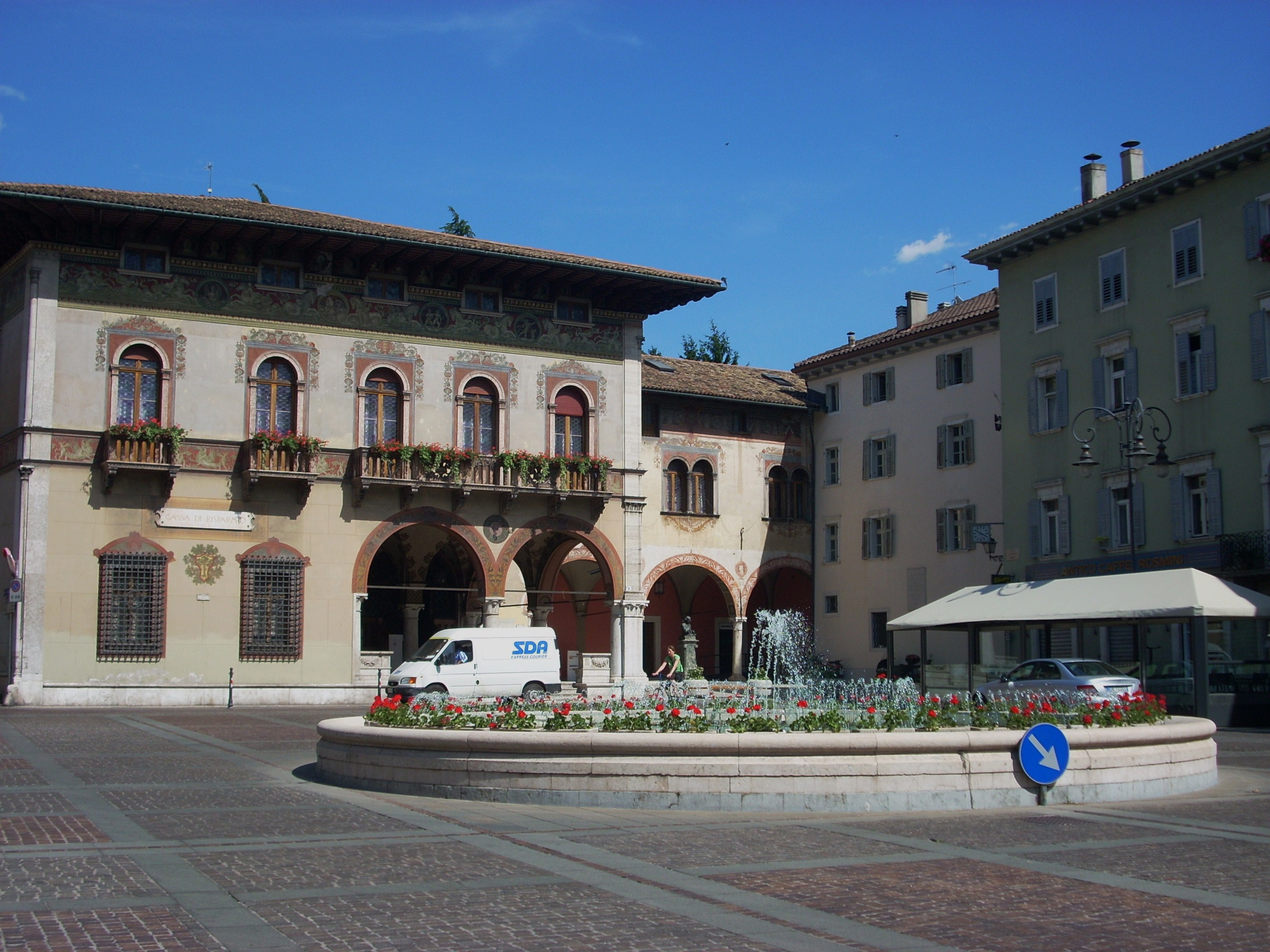
Piazza Rosmini

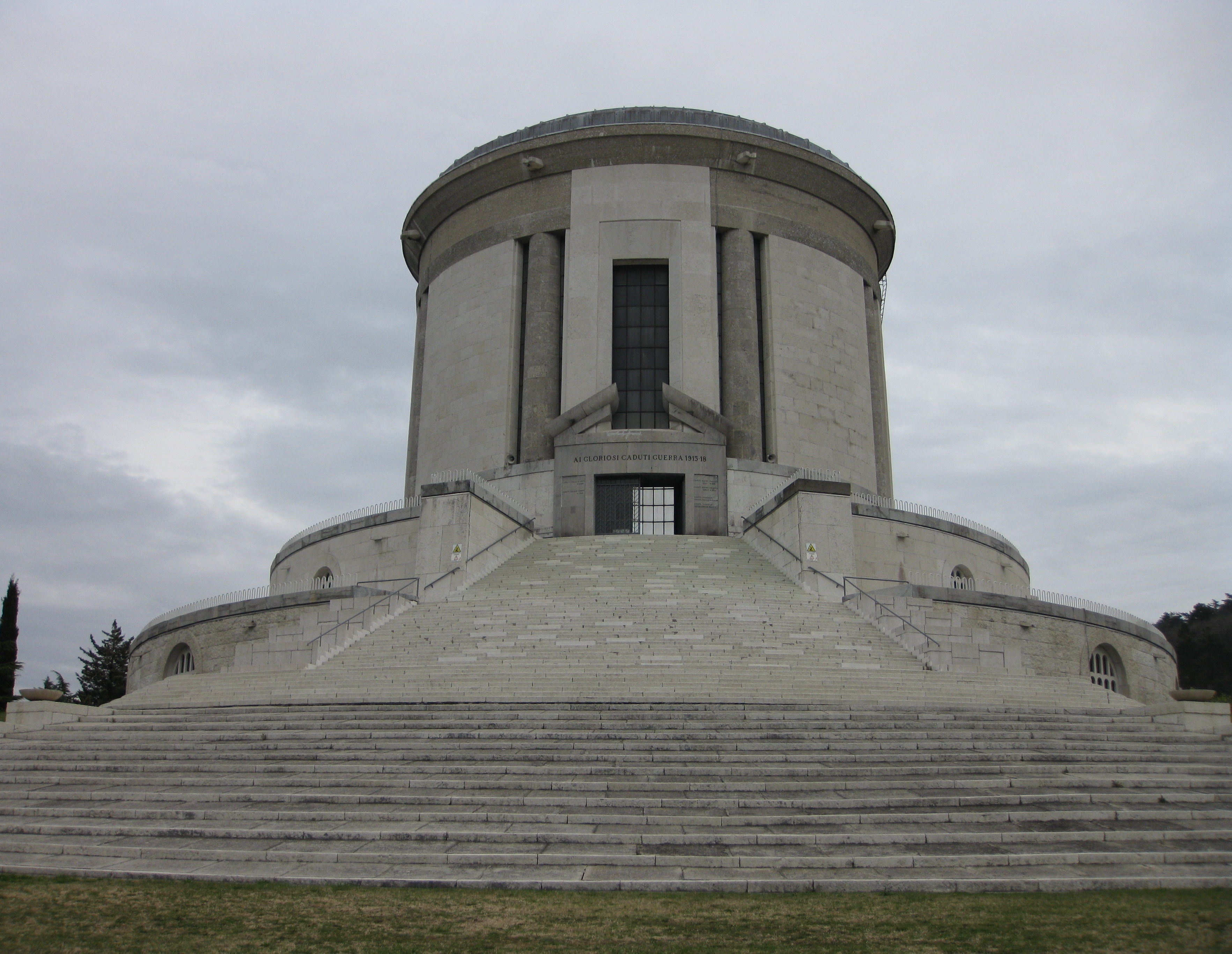
Beinhaus Castel Dante

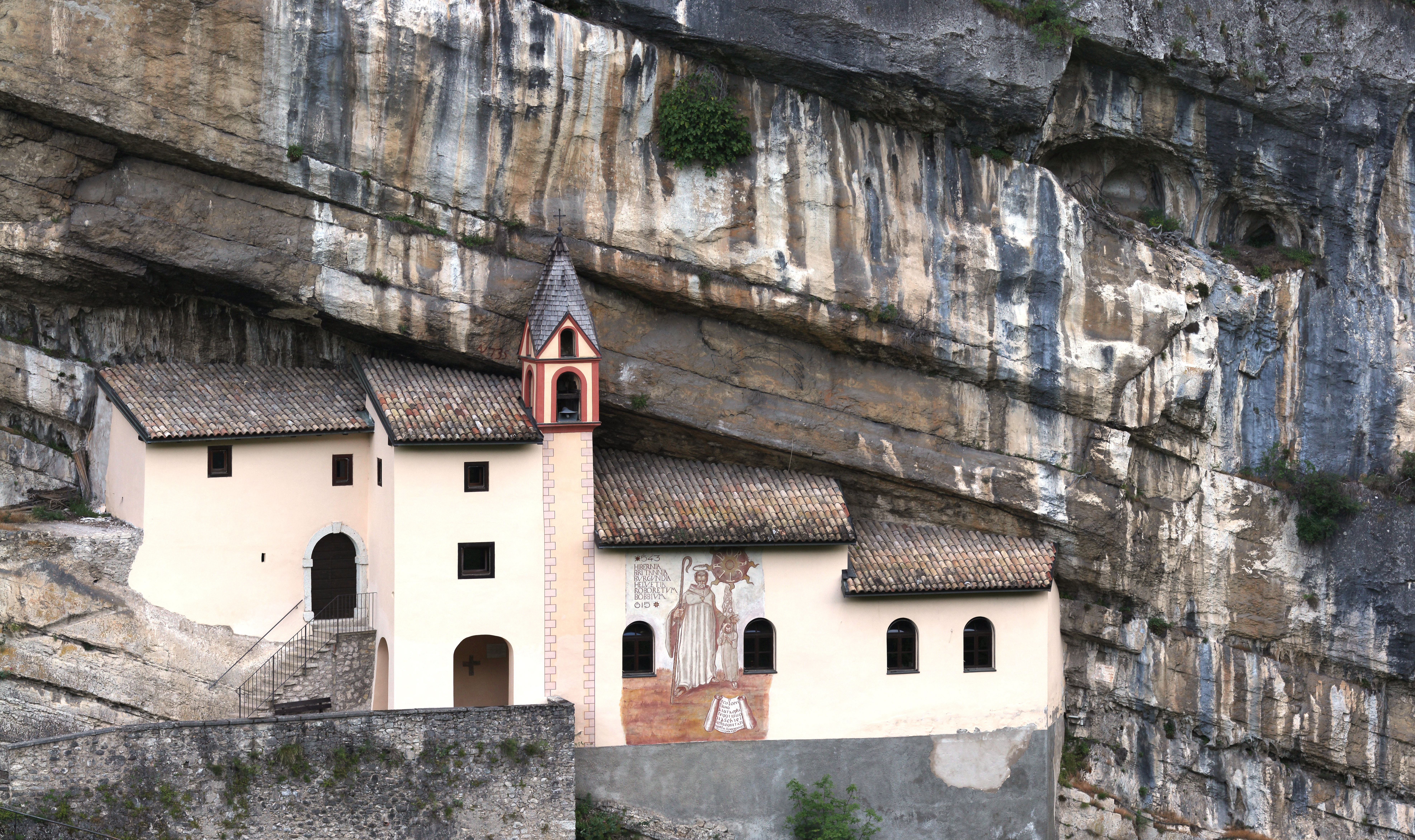
Einsiedelei San Colombano

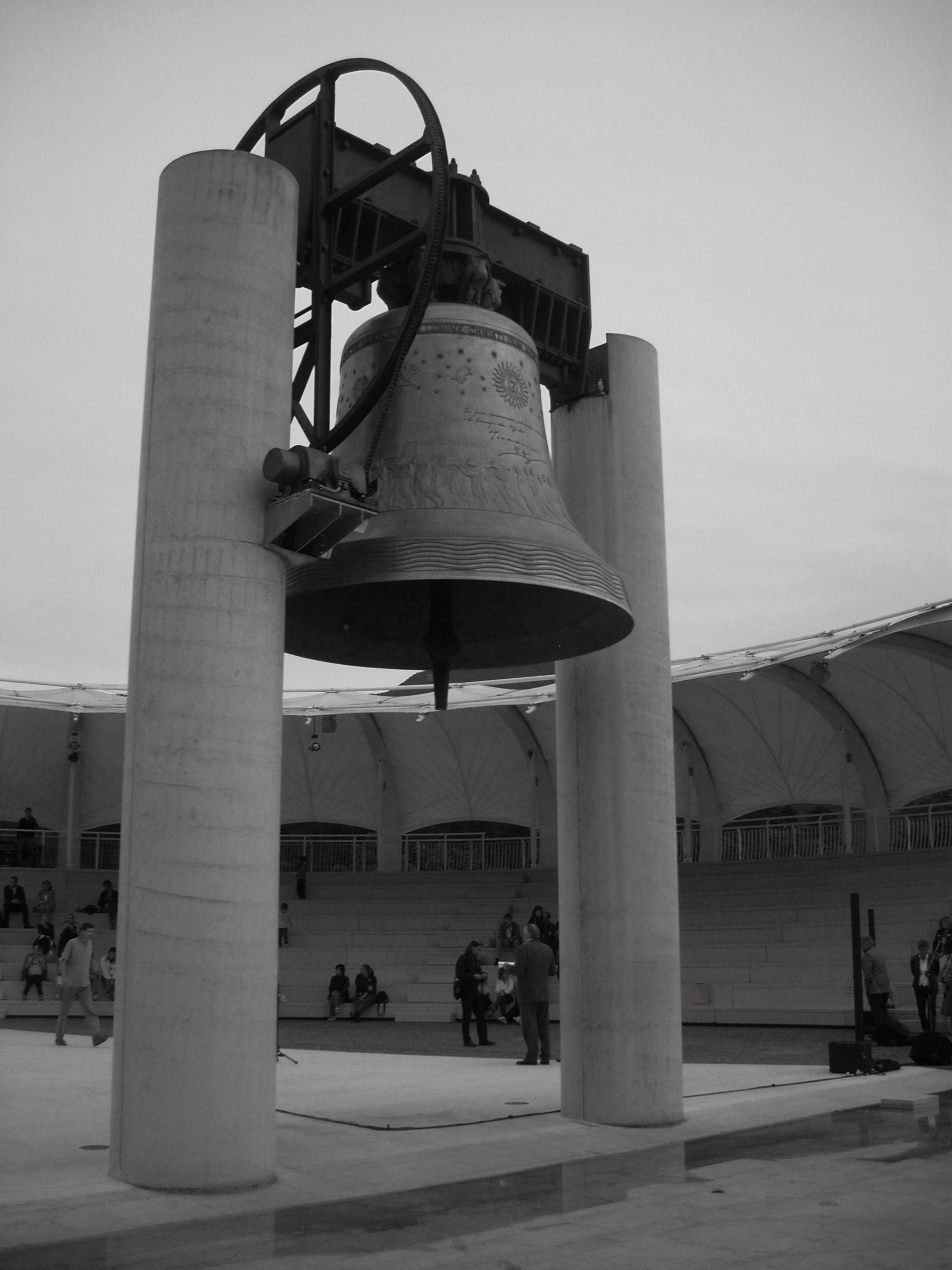
Gefallenenglocke Maria Dolens

Rovereto entwickelte sich nahe einer 1154 erstmals bezeugten Burg. In der frühen Neuzeit gehörte der Ort zunächst zum Hochstift Trient. Im Jahr 1416 fiel die Stadt unter venezianischen Einfluss. Die Republik Venedig konnte sich fast hundert Jahre in Rovereto behaupten.  1509 gelangte sie nach der Niederlage Venedigs bei Agnadello in die Hände von Kaiser Maximilian I. und wurde infolge als Teil der Welschen Confinen der Grafschaft Tirol angegliedert. Maximilian I. war es auch, der Rovereto am 3. November 1510 die Stadtrechte verlieh.
Im 16. Jahrhundert war es der aus Venetien stammende Girolamo Savioli, der den Seidenbau in Rovereto einführte. Dieser erfuhr im 18. Jahrhundert seine wirtschaftliche Blütezeit, die sich in der Stadt auch kulturell unter anderem mit der Gründung der Accademia Roveretana degli Agiati widerspiegelte. Während dieser Blütezeit war Rovereto Station vieler Reisender, darunter Wolfgang Amadeus Mozart, der Weihnachten 1769 hier seine erste beiden Konzerte auf seiner ersten Italienreise abhielt. 1786 war es dann Johann Wolfgang von Goethe, der auf seiner italienischen Reise in Rovereto kurz Station machte, bevor er sich auf den Weiterweg zum Gardasee begab.
Während des italienischen Feldzuges Napoleon Bonapartes im Ersten Koalitionskrieg unterlagen am 4. September 1796 in der Schlacht bei Rovereto  zwischen Masséna und einem Teil des Wurmserschen Korps die Österreicher und verloren dabei 5000 Mann sowie 25 Kanonen. Nach der Niederlage der Österreicher gegen Napoleon in der Schlacht bei Austerlitz im Dritten Koalitionskrieg kam die Stadt 1805 infolge des Friedens von Pressburg an das Königreich Bayern, musste aber schon 1810 an das napoleonische Königreich Italien abgetreten werden. Auf dem Wiener Kongress 1815 wurde das heutige Trentino mit Rovereto wieder offiziell ein Teil Tirols und damit Österreichs. Zu dieser Zeit wurde die Stadt auch Rofereit genannt.
Mit dem Kriegseintritt Italiens in den Ersten Weltkrieg am 24. Mai 1915 wurde die Stadt und die Umgebung von Rovereto, zeitweise zum Schauplatz schwerer Kämpfe, insbesondere im Mai 1916 während der österreichisch-ungarischen Südtiroloffensive. Die gesamte Zivilbevölkerung wurde dabei bereits in den ersten Kriegsmonaten zum Teil in Flüchtlingslagern in Ober- und Niederösterreich, wie Mitterndorf und Braunau am Inn evakuiert. Politisch verdächtige Personen, die man für italienfreundlich hielt, kamen in das Internierungslager Katzenau. Die Stadt selbst, bereits vor dem Krieg Garnisonsstadt für die 96. K.u.K. Infanterie-Brigade, das III. Bataillon des K.u.K. Tiroler Landesschützen-Regiments Nr. I, der Haubitz-Division des K.u.K. Gebirgs-Artillerie-Regiments Nr. 10 sowie Stab, II./III. Bataillon K.u.K. Tiroler Kaiserjäger-Regiment Nr. 3, musste den Militärs überlassen werden. Während des Krieges wurde sie zum Ziel der italienischen Artillerie und dabei schwer in Mitleidenschaft gezogen. Was die Granaten nicht zerstörten, wurde zum Ziel von Plünderungen, so dass nach Kriegsende viele Einwohner vor dem Nichts standen. Am 3. November 1918 zogen die ersten italienischen Truppen in die Stadt ein.
Heute erinnern zahlreiche Monumente in der Stadt, wie das Kriegsmuseum, die Gefallenenglocke oder das Beinhaus Castel Dante an diese tragischen Ereignisse. Nicht umsonst trägt Rovereto auch den Titel Città della Pace („Stadt des Friedens“).
Borgo Sacco, heute ein Ortsteil von Rovereto, hatte jahrhundertelang einen für ganz Tirol wichtigen Etschhafen für Flößerei. Dort hatten sich schon früh Familien zu einer Gewerkschaft der Flößer vereinigt und so das Monopol über den einträglichen und mit Zöllen verbundenen Flusshandel erlangt. Eine der ältesten dieser Familien waren die (Grafen) Fedrigotti, woran deren Palais im Zentrum von Sacco erinnert. Aus Rovereto stammten auch Adelsgeschlechter wie z. B. die Baroni von Cavalcabò und die Gelmini von Kreutzhof.

## Sehenswürdigkeiten
- Die Altstadt mit ihren vielen Gassen und Palästen mit z. T. venezianischem Einfluss.
- Die venezianische Burg aus dem 14. Jahrhundert, auch „Castel Veneto“ oder in deutschen Texten Schloss Rofreit genannt.
- Die Erzpfarrkirche San Marco mit zahlreichen Marmoraltären bedeutender Trentiner Bildhauer des Barock
- Das Museo Storico Italiano della Guerra, das größte historische Kriegsmuseum in Italien, das 1921 offiziell unter Anwesenheit des damaligen Königs Viktor Emanuel III. in der Burg eröffnet wurde und seitdem dort seinen Sitz hat.[17] Es enthält eine umfassende Sammlung von Zeugnissen aus dem Ersten Weltkrieg, aber auch aus anderen Epochen.
- Das Beinhaus Ossario Castel Dante südlich der Altstadt auf einem Hügel über dem Stadtteil Lizzana gelegen, mit den sterblichen Überresten von über 20.000 Gefallenen des Ersten Weltkriegs: Italienern und Österreichern, darunter auch die der beiden aus Rovereto stammenden Irredentisten Damiano Chiesa und Fabio Filzi.
- Die Friedens- oder Gefallenenglocke Maria Dolens (Leidende Maria) (ital.: La Campana dei Caduti) auf dem Hügel von Miravalle oberhalb des Beinhauses gelegen, die am 30. Oktober 1924 aus Kanonen der am Ersten Weltkrieg beteiligten Staaten in Trient gegossen wurde. Sie läutet allabendlich als Mahnung gegen alle Kriege. Weil ihr Klang nicht wie vorgesehen war, wurde die Glocke 1939 in Verona eingeschmolzen und am 26. Mai 1940 in Rovereto wieder aufgehängt. Wegen eines irreparablen Risses wurde sie 1964 mit finanzieller Hilfe des Lions-Club  in der Glockengießerei Capanni neu gegossen und am 31. Oktober 1965 auf dem Petersplatz in Rom von Papst Paul VI. gesegnet. Am 4. November 1965 ging die Glocke im Triumphzug nach Rovereto zurück. Sie ist mit einem Gewicht von 22.639 kg die viertgrößte noch tönende freischwingende Glocke weltweit, nach der Tokinosumika-Glocke in Gotemba (Japan) (36.000 kg), der Millenniumsglocke in Newport (Kentucky) (33.000 kg) und der Petersglocke im Kölner Dom (24.000 kg). Die Glockenhöhe beträgt 3,36 m bei einem Durchmesser von 3,21 m. Ihr Klöppel wiegt 600 kg.
- Das Stadtmuseum Museo Civico enthält archäologische, historische, volkskundliche und naturwissenschaftliche Sammlungen.
- Das im Dezember 2002 neueröffnete Museum für moderne und zeitgenössische Kunst, ital. Museo d’arte moderna e contemporanea di Trento e Rovereto (MART). Es ist eines der größten Italiens.
- Die ehemalige k. u. k. Tabakfabrik war zeitweise einer der größten Arbeitgeber in der Gegend und blieb auch unter italienischer Herrschaft in Betrieb. Heute ist das großteils erhaltene Areal Standort eines Technologieparks.
- Die in einer Felswand gelegene Einsiedelei San Colombano deren Ursprünge in das 11. Jahrhundert zurückreichen.
- Im Gebiet um Lavini di Marco wurden fossile Fußabdrücke von Dinosauriern gefunden, die den Gattungen Camptosaurus und Dilophosaurus zugeordnet werden.
- Westlich von Rovereto erreicht man den Etsch-Radweg, hier identisch mit der Via Claudia Augusta, von dem wenige Kilometer südlich über Mori der Radweg nach Torbole zum Gardasee abzweigt.
- Seit 1987 findet in Rovereto im Stadio Quercia und auf Fußballplätzen der näheren Umgebung jährlich ein internationales Fußball- und Handballturnier mit dem Namen Torneo Città della Pace statt. Dabei sind Jugendmannschaften aus ganz Europa vertreten.

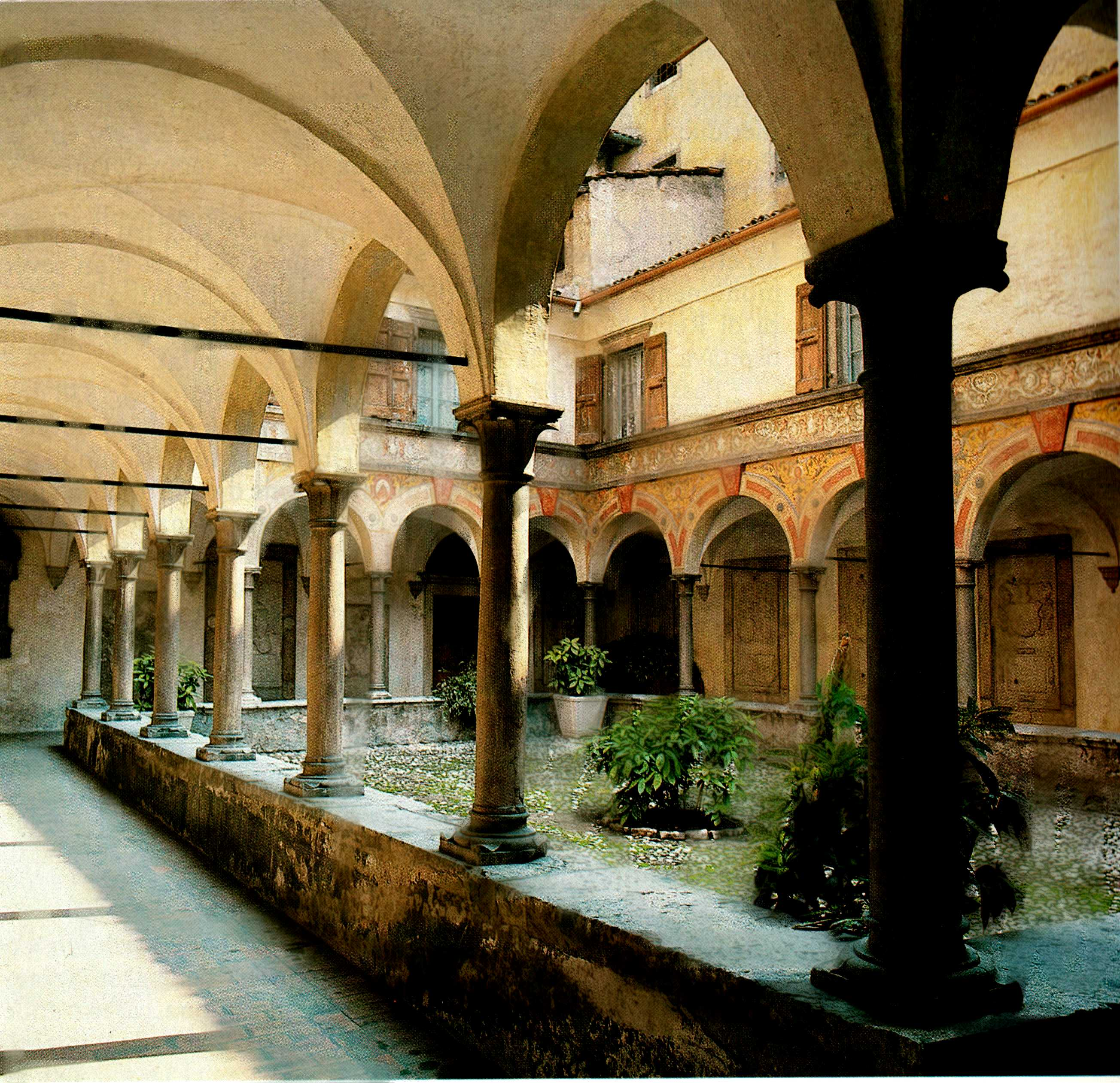
Kloster Santa Maria
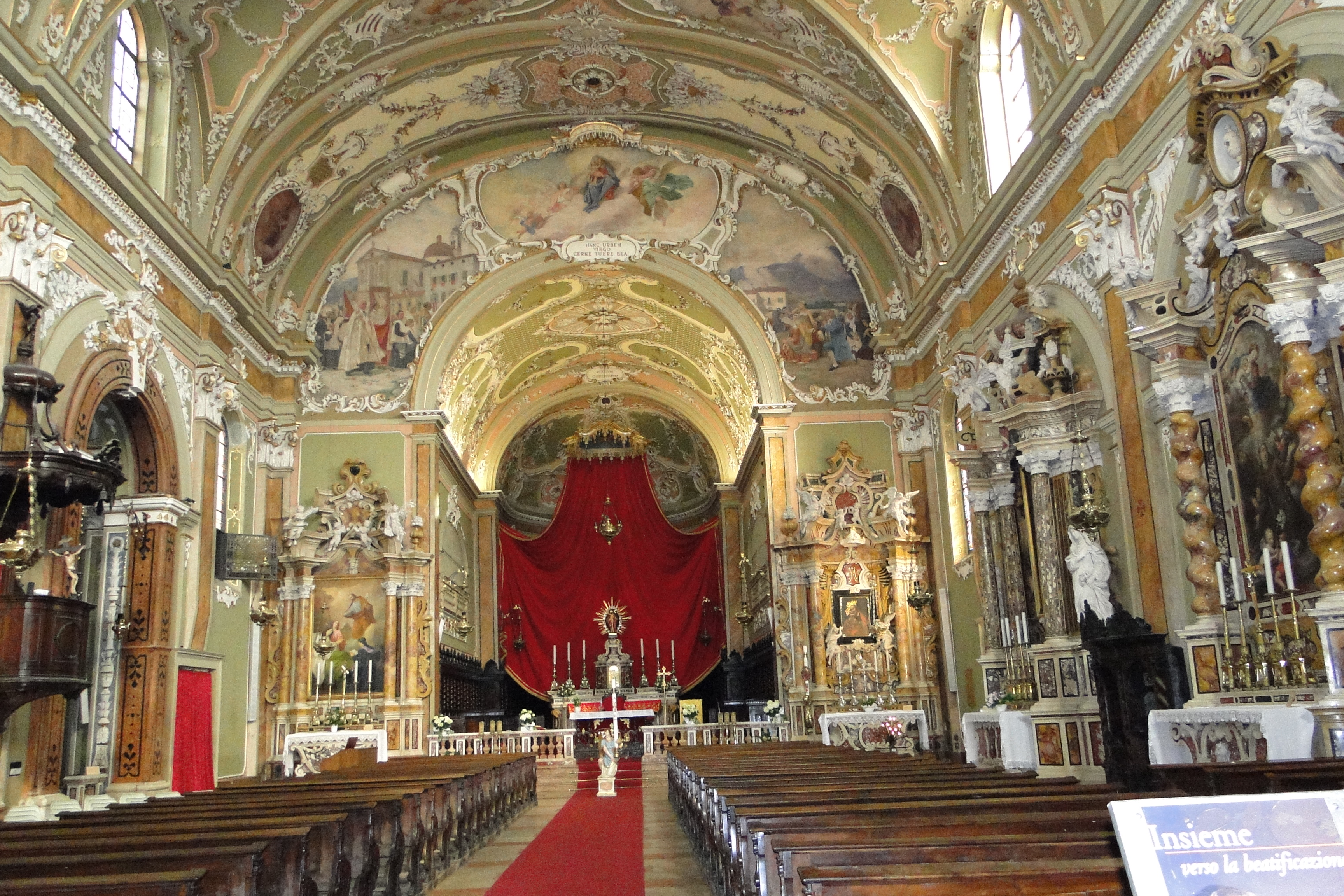
San Marco Kirche
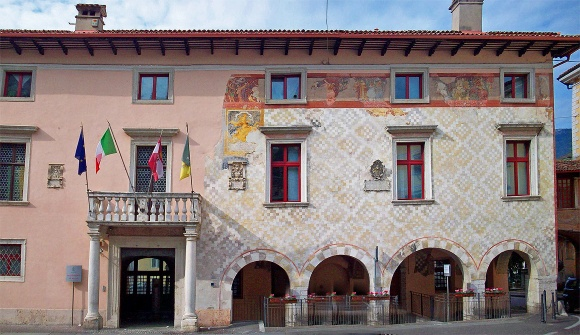
Palazzo Pretorio

## Persönlichkeiten
- Wilhelm von Welsperg (1585–1641), Fürstbischof von Brixen
- Girolamo Tartarotti (1706–1761), Theologe und Historiker
- Antonio Rosmini (1797–1855), Theologe, Philosoph und Seliger der Katholischen Kirche
- Ignazio Signorini (1801–1847), Kapuziner und päpstlicher Hausprediger
- Francesco Antonio Marsilli (1804–1863), Autor und Abgeordneter in der Frankfurter Nationalversammlung
- Johannes Montel (1831–1910), Diplomat
- Ludwig Barth zu Barthenau (1839–1890), Chemiker
- Caroline von Terlago (1839–1916), Dichterin
- Riccardo Predelli (1840–1909), Historiker und Archivar
- Federico Halbherr (1857–1930), Archäologe und Epigrafiker
- Paolo Orsi (1859–1935), Prähistoriker und Archäologe
- Ettore Tolomei (1865–1952), Nationalist, faschistischer Senator
- Giovanni Battista Conzatti (1883–1965), österreichischer Offizier
- Riccardo Zandonai (1883–1944), Komponist und Dirigent
- Fabio Filzi (1884–1916), Kriegsfreiwilliger und Irredentist
- Silvio Bettini-Schettini (1885–1967), Irredentist, Antifaschist, Gewerkschaftler und Politiker
- Mariano San Nicolò (1887–1955), Jurist
- Emilio Petiva (1890–1980), Radrennfahrer
- Luciano Baldessari (1896–1982), Architekt
- Mario Untersteiner (1899–1981), Klassischer Philologe, Gräzist und Philosophiehistoriker
- Giovanni Spagnolli (1907–1984), Politiker und Senatspräsident
- Armando Aste (1926–2017), Alpinist
- Claudio Leonardi (1926–2010), Mediävist
- Franco Bonisolli (1937–2003), Tenor
- Sergio Martini (* 1949), Alpinist
- Renato Rizzi (* 1951), Architekt und Universitätsprofessor
- Sandro Satta (* 1955), Jazzmusiker
- Duccio Canestrini (* 1956), Ethnologe und Anthropologe
- Paolo Seganti (* 1965), Schauspieler
- Alberto Schiavon (* 1978), Snowboarder
- Davide Simoncelli (* 1979), Skirennläufer
- Lucia Recchia (* 1980), Skirennläuferin
- Assia Cunego (* 1983), Harfenistin
- Cesare Benedetti (* 1987), Radrennfahrer
- Ruggero Tita (* 1992), Segler
- Matteo De Vettori (* 1993), Skirennläufer
- Alice Rachele Arlanch (* 1995), Schauspielerin und Miss Italien 2017
- Mattia Bais (* 1996), Radrennfahrer
- Riccardo Lucca (* 1997), Radrennfahrer
- Giovanni Oradini (* 1997), Tennisspieler
- Martina Peterlini (* 1997), Skirennläuferin
- Davide Bais (* 1998), Radrennfahrer

Zeitweise in der Stadt lebten
- Christian Schneller (1831–1908), Philologe, Lyriker, Epiker und Volkskundler
- Fortunato Depero (1892–1960), Begründer des Futurismus
- Bruno Franceschini (1894–1970), österreich-ungarischer Fähnrich und Ingenieur.

## Partnerstädte
- Kufstein in Tirol/Österreich
- Forchheim in Bayern/Deutschland
- Dolní Dobrouč (Liebenthal) in der Tschechischen Republik
- Bento Gonçalves in Brasilien

## Trivia
Der Asteroid (4744) Rovereto ist nach der Stadt benannt.